# Leonard Mann
Leonard Mann, pseudonimo di Leonardo Manzella (Albion, 1º marzo 1947), è un attore statunitense.

## Biografia
Fu scoperto dal produttore Manolo Bolognini mentre passeggiava lungo via Veneto e Bolognini, colpito dal suo volto che gli ricordava Franco Nero e Terence Hill, lo fece subito conoscere al grande pubblico, lanciando la sua carriera con il ruolo principale di Sebastian ne Il pistolero dell'Ave Maria (1969).
Leonard Mann recitò prevalentemente in Italia, ma interpretò anche film in patria.
Dopo essersi ritirato dallo spettacolo nel 1989, lavorò come assistente sociale e terapista per il distretto scolastico unificato di Los Angeles, oltre ad avere uno studio privato a San Luis Obispo. Fervente sostenitore della riforma carceraria, scrisse e produsse un'opera teatrale, Cages, sulle sue esperienze di lavoro con i detenuti.

## Filmografia

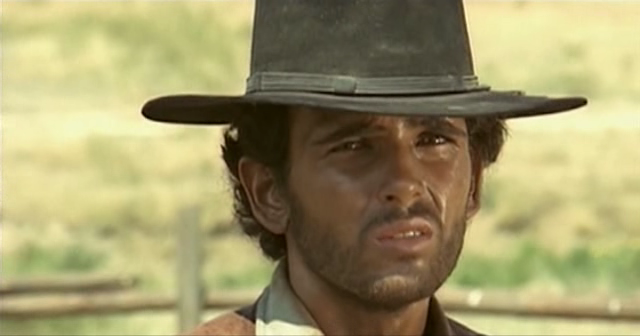
Leonard Mann in Il pistolero dell'Ave Maria (1969)

### Cinema
- Giovinezza giovinezza, regia di Franco Rossi (1969)
- Il pistolero dell'Ave Maria, regia di Ferdinando Baldi (1969)
- Ciakmull - L'uomo della vendetta, regia di Enzo Barboni (1970)
- Luca, bambino mio (El Cristo del Océano), regia di Tito Fernández (1971)
- La vendetta è un piatto che si serve freddo, regia di Pasquale Squitieri (1971)
- Incontro, regia di Piero Schivazappa (1971)
- The Marshal of Windy Hollow, regia di Jerry Whittington (1972)
- Primo tango a Roma - Storia d'amore e d'alchimia, regia di Lorenzo Gicca Palli (1973)
- Amore amaro, regia di Florestano Vancini (1974)
- Il corpo, regia di Luigi Scattini (1974)
- Macrò - Giuda uccide il venerdì, regia di Stelvio Massi (1974)
- Lo sgarbo, regia di Marino Girolami (1975)
- La polizia interviene: ordine di uccidere!, regia di Giuseppe Rosati (1975)
- Un amore targato Forlì, regia di Riccardo Sesani (1976)
- Hanno ucciso un altro bandito, regia di Guglielmo Garroni (1976)
- Napoli spara!, regia di Mario Caiano (1977)
- Mogliamante, regia di Marco Vicario (1977)
- Passi di morte perduti nel buio, regia di Maurizio Pradeaux (1977)
- La malavita attacca... la polizia risponde!, regia di Mario Caiano (1978)
- Indagine su un delitto perfetto, regia di Giuseppe Rosati (1978)
- L'umanoide, regia di Aldo Lado (1979)
- Il killer della notte (Night School), regia di Ken Hughes (1981)
- Copkiller (L'assassino dei poliziotti), regia di Roberto Faenza (1983)
- Un'adorabile infedele (Unfaithfully Yours), regia di Howard Zieff (1984)
- Inferno in diretta, regia di Ruggero Deodato (1985)
- Il mostro di Firenze, regia di Cesare Ferrario (1986)
- Fiori nell'attico (Flowers in the Attic), regia di Jeffrey Bloom (1987)
- L'ultima emozione, regia di Riccardo Sesani (1989)
- Silent Night, Deadly Night 3: Better Watch Out!, regia di Monte Hellman (1989)

### Televisione
- I vecchi e i giovani, regia di Marco Leto – miniserie TV, 2 puntate (1979)
- Charlie's Angels – serie TV, episodio 4x09 (1979)
- Swan Song, regia di Jerry London – film TV (1980)
- A Time for Miracles, regia di Michael O'Herlihy – film TV (1980)
- Rita Hayworth: The Love Goddess, regia di James Goldstone – film TV (1983)
- Domani, regia di Marcello Fondato – film TV (1986)

## Doppiatori italiani
- Massimo Turci in Ciakmull - L'uomo della vendetta, Il corpo, Macrò
- Pino Colizzi in Il pistolero dell'Ave Maria, Indagine su un delitto perfetto
- Michele Gammino in Amore amaro, La polizia interviene: ordine di uccidere!
- Gianfranco Bellini in Incontro
- Luciano Melani in Primo tango a Roma - Storia d'amore e d'alchimia
- Cesare Barbetti in Napoli spara!
- Michele Kalamera in La malavita attacca... la polizia risponde!
- Claudio Capone in Passi di morte perduti nel buio
- Luca Ward in Il mostro di Firenze
- Diego Reggente in Mogliamante
- Saverio Moriones in Copkiller (L'assassino dei poliziotti)